# Весна (система космической КВ-связи)
Весна — система КВ-радиосвязи, использовавшаяся для связи с космонавтами и приёма телеметрической информации во время полётов космических кораблей  «Восток», «Восход» и первых «Союзов».

## Назначение системы
Система коротковолновой связи «Весна» использовалась как дублирующая для УКВ-системы во время нахождения космического корабля вне зоны видимости наземных пунктов «Зари» и после отделения спускаемого аппарата от приборного отсека. КВ-средства, установленные на КА, использовались также для передачи телеметрической информации о состоянии космонавта и корабля (система «Сигнал») и пеленгации спускаемого аппарата во время парашютной посадки.

## Создание системы
Коротковолновая радиосвязь с пилотируемыми кораблями «Восток» осуществлялась с помощью комплекса аппаратуры, установленного на борту космического аппарата и специально подобранных приёмных и передающих средств на KB-центрах Министерства связи СССР. Организацией и обеспечением работы KB радиосвязи занимались четыре организации: Московский НИИ радиосвязи (МНИИРС) ГКРЭ (разработка и изготовление бортовой аппаратуры), Научно-исследовательский институт радио (НИИР) Минсвязи (организация земной части системы, включая подбор технических средств), Центральный научно-исследовательский институт связи (ЦНИИС) Минобороны (научное сопровождение и координация действий МНИИРС и НИИР), командно-измерительный комплекс (КИК) Минобороны (организация работ в целом, непосредственное оперативное руководство работой системы).

## Описание системы
Система «Весна» работала в диапазоне 10—24 МГц на одной из пяти фиксированных частот. Выбор частоты осуществлялся по рекомендации ЦУП. На борту космического корабля устанавливался радиопередатчик мощностью 6—10 Вт и две антенны переговорной линии КВ-диапазона, а также передатчик мощностью 1 Вт и две антенны системы оперативной КВ-телеметрии (ОТМ) «Сигнал». При возвращении на Землю для передачи пеленгационного сигнала использовалась антенна, заделанная в один из парашютных стропов спускаемого аппарата. Связь с корабля с земными пунктами осуществлялась в телефонном (позывной всех земных пунктов «Весна») или телеграфном (позывной «ВСН») режиме.
На Земле для работы по системе «Весна» и приёма ОТМ использовались средства передающих и приемных KB-центров Министерства связи. На передающих центрах использовались передатчики мощностью от 15 до 500 кВт. Приём осуществлялся на приёмники типа Р-250, каждый приёмный центр был оснащен магнитофонами для записи переговоров и сообщений. Во время первых полётов кораблей «Восток» для связи по системе «Весна» работали до 12 центров. Впоследствии, на основании анализа их эффективности, это количество было сокращено до шести: два в Москве и по одному в Новосибирске, Иркутске, Алма-Ате и Хабаровске. Каждым из центров был связан с ЦУП двумя телефонными и телеграфным каналами. Руководство работой КВ-центров осуществлялось с пункта управления КИК. По заявкам КИК Министерство связи во время проведения полётов выдавало запрет на работу радиостанций на частотах, близких к частотам системы «Весна».

## Применение системы
Связь с космонавтами по KB радиоканалу применялась для обмена служебной информацией и для переговоров вне зон радиовидимости УКВ-пунктов. Также по системе «Весна» осуществлялась трансляция музыки, песен или последних известий по заявкам космонавтов.
KB-радиоканал системы «Весна» часто использовался, когда в космосе находилось одновременно два-три корабля, особенно для приёма всеми центрами сигналов оперативной телеметрии. Собранные суммарные данные показали, что приём КВ-средствами ведётся в среднем в течение 85-95 % суточного времени, что позволяет почти непрерывно контролировать состояние космонавтов и корабля. Система «Весна» успешно работала более 10 лет, после чего от её использования было решено отказаться в связи с высокими затратами на эксплуатацию и увеличившимися техническим совершенством и надёжностью кораблей типа «Союз».